# Carl Friedrich Wilhelm von Gersdorff
Carl Friedrich Wilhelm von Gersdorf (16 februari 1764 in Glossen bij Löbau - 15 september 1829 in Dresden) was een Saksisch generaal. Hij bracht het tot chef van de Saksische Generale Staf.
Na een eliteopleiding in Grimma te hebben gevolgd studeerde Carl Friedrich Wilhelm von Gersdorff in 1785 aan de universiteiten van Leipzig en Wittenberg. Daarna werd hij onderofficier in de Saksische cavalerie. In 1807 was hij majoor en stafchef van de Generale Staf. Hij vocht als bondgenoot van Frankrijk in Polen en in de bevrijdingsoorlogen en stond in 1809 als Generalmajor aan het front in Oostenrijk.
In 1810 werd hij chef van de Generale Staf. Hij reorganiseerde het ouderwets opgeleide Saksische leger en werd op 30 juni 1812 Generalleutnant.
Hij werkte nauw samen met koning Frederik August I van Saksen en had contact met Napoleon. Na de Volkerenslag bij Leipzig waarin de Saksische soldaten overliepen naar de geallieerden werd Von Gersdorff "inspecteur van het Reserveleger" en op 16 september 1822 een zeer succesvol en invloedrijk gouverneur van een militaire school voor adellijke jongemannen (Königlich sächsischen Kadettenkorps). Hij was grootkruis in de Saksische Militaire Orde van Sint-Hendrik en als trouw bondgenoot van Frankrijk commandeur in het Legioen van Eer.